# 内科画廊
内科画廊（ないかがろう、英語表記：NAIQUA GALLERY）は、1960年代に東京都港区新橋に存在した画廊である。

## 概要
現在の東京都港区新橋2丁目7番地にあった雑居ビル『堤第二ビル』の3階で『宮田内科診療所』を開業していた宮田一男が急逝し、一男の息子で当時東京慈恵会医科大学の学生だった宮田國男が、自身が大学を卒業して医院を開業するまでの間、宮田内科診療所のスペースをどうするか考えた末、國男の幼馴染みだった前衛芸術家の中西夏之の勧めもあって、当時としてはまだ珍しかった貸画廊として活用することを決め、1963（昭和38）年7月に画廊をオープン。元内科診療所だったスペースに開設したことから『内科画廊』と命名した。
中西の勧めで画廊を開いた経緯もあり、画廊は主に前衛芸術家の発表の場として活用された。画廊オープン前の1963年5月29日、プレオープンイベントとしてハイレッド・センター（高松次郎・赤瀬川原平・中西）による「第六次ミキサー計画 物品贈呈式」が行われ、7月7日から画廊最初の展覧会として和泉達の個展が開催された。以降、三木富雄、篠原有司男、谷川晃一、清水晃らがこの画廊で個展を行った他、小野洋子のハプニング、中村宏と立石紘一による「観光芸術展」、中原佑介の企画によるグループ展『「不在の部屋」展』、飯村隆彦の映画上映等、様々な発表が行われた。中でも篠原は、わずか2年ほどだった画廊の営業期間内に7回も個展を行ったという。
内科画廊がオープンした1963年は、読売アンデパンダン展が異常ともいえるほどの盛り上がりを見せていた頃で、「アンパン育ち」の前衛芸術家たちによる内科画廊での作品発表は濃密なものの連続だったという。自著『東京路上探検記』で内科画廊について触れた赤瀬川は画廊が果たした役割について「それは時代の流れもさることながら、はからずもその流れの途中に生け簀みたいなものを作ることになった宮田国男さんの、めぐり合わせの力であります」と記している。
國男の大学卒業に伴い、画廊は1966（昭和41）年2月をもって閉鎖された。閉鎖時にはハイレッド・センターが画廊のドアに板を十文字に打ちつけるイベントを行った。
画廊閉鎖後、國男は画廊跡のスペースで『宮田神経科クリニック』を開業したが、後に北海道へ移り住んだ。
内科画廊があった堤第二ビルは既に解体されて現存せず、跡地には1998年11月20日に開設された競輪及びオートレースの場外車券売場『ラ・ピスタ新橋』がある。
東京都新宿区にある『新宿眼科画廊』は内科画廊へのオマージュの意味も込めて命名されたものである。